# NGC 7328
NGC 7328 est une galaxie spirale située dans la constellation de Pégase. Sa vitesse par rapport au fond diffus cosmologique est de 2 459 ± 26 km/s, ce qui correspond à une distance de Hubble de 36,3 ± 2,6 Mpc (∼118 millions d'al). NGC 7328 a été découverte par l'astronome britannique John Herschel en 1825.
La classe de luminosité de NGC 7328 est I-II et elle présente une large raie HI. La galaxie renferme également des régions d'hydrogène ionisé (HII).
Selon la base de données Simbad, NGC 7328 est une galaxie candidate au titre de galaxie active.
Selon la base de données NASA/IPAC, NGC 7328 est une galaxie du champ, c'est-à-dire qu'elle n'appartient pas à un amas ou un groupe et qu'elle est donc gravitationnellement isolée.
À ce jour, 9 mesures non basées sur le décalage vers le rouge (redshift) donnent une distance de 37,911 ± 2,908 Mpc (∼124 millions d'al), ce qui est à l'intérieur des valeurs de la distance de Hubble.

## Galaxie satellite
Le relevé astronomique SAGA destiné à la recherche de galaxies satellites en orbite autour d'une autre galaxie a permis de confirmer la présence d'une galaxie satellite pour NGC 7328.